# Johann Christoph Demantius
Johann Christoph Demantius, född 15 december 1567 i Reichenberg, Böhmen, död den 20 april 1643 i Freiberg, Sachsen, var en tysk kompositör. 
Demantius studerade 1593 vid universitetet i Wittenberg och var därefter bland annat kantor i Zittau i Oberlausitz och (från 1604) kantor vid domskolan i Freiberg. 
Han komponerade i lika stor utsträckning kyrkliga som världsliga verk. Han har skrivit magnificats, psalmer mässor, motetter, samt tyska visor och dansstycken, även med text. Särskilt beaktansvärd är hans Johannespassion för sex stämmor a cappella, som förde den musikaliska genren koralpassion till en av dess blomningar.
Demantius har även utget teoretiska skrifter som en avhandling om generalbas som förord till Triades Sioniæ, Isagoge artis musicæ (1607), samt Forma musices (1592).